# گرگ گارزا
گرگوری مارتین گارزا ارلی (انگلیسی: Gregory Martin Garza Early؛ زادهٔ ۱۶ اوت ۱۹۹۱) بازیکن فوتبال اهل ایالات متحده آمریکا است.